# العلاقات البلغارية اللاوسية
العلاقات البلغارية اللاوسية هي العلاقات الثنائية التي تجمع بين بلغاريا ولاوس.

## مقارنة بين البلدين
هذه مقارنة عامة ومرجعية للدولتين:
| وجه المقارنة                                              | بلغاريا                                                                             | لاوس        |
| --------------------------------------------------------- | ----------------------------------------------------------------------------------- | ----------- |
| المساحة (كم2)                                             | 110.99 ألف                                                                          | 236.80 ألف  |
| عدد السكان (نسمة)                                         | 7.08 مليون                                                                          | 6.86 مليون  |
| الكثافة السكانية (ن./كم²)                                 | 63.79                                                                               | 28.97       |
| العاصمة                                                   | صوفيا                                                                               | فيينتيان    |
| اللغة الرسمية                                             | اللغة البلغارية                                                                     | اللغة اللاو |
| العملة                                                    | ليف بلغاري                                                                          | كيب لاوي    |
| الناتج المحلي الإجمالي (بليون دولار)                      | 56.83 مليار                                                                         | 16.85 مليار |
| الناتج المحلي الإجمالي (تعادل القوة الشرائية) بليون دولار | 130.99 مليار                                                                        | 38.71 مليار |
| الناتج المحلي الإجمالي الاسمي للفرد دولار أمريكي          | 8.03 ألف                                                                            | 1.82 ألف    |
| الناتج المحلي الإجمالي للفرد دولار أمريكي                 | 17.21 ألف                                                                           |             |
| مؤشر التنمية البشرية                                      | 0.782                                                                               | 0.575       |
| رمز المكالمات الدولي                                      | +359                                                                                | +856        |
| رمز الإنترنت                                              | .bg، .бг ‏                                                                           | .la         |
| المنطقة الزمنية                                           | ت ع م+02:00، ت ع م+03:00، أوروبا/صوفيا ‏، توقيت شرق أوروبا، توقيت شرق أوروبا الصيفي ‏ | ت ع م+07:00 |

## منظمات دولية مشتركة
يشترك البلدان في عضوية مجموعة من المنظمات الدولية، منها:
| علم المنظمة | اسم المنظمة                        | تاريخ انضمام بلغاريا | تاريخ انضمام لاوس |
| ----------- | ---------------------------------- | -------------------- | ----------------- |
|             | منظمة حظر الأسلحة الكيميائية       | ?                    | ?                 |
|             | يونسكو                             | 17 مايو 1956         | 9 يوليو 1951      |
|             | وكالة ضمان الاستثمار متعدد الأطراف | 23 سبتمبر 1992       | 5 أبريل 2000      |
|             | مؤسسة التمويل الدولية              | 22 يوليو 1991        | 29 يناير 1992     |
|             | الأمم المتحدة                      | 14 ديسمبر 1955       | 14 ديسمبر 1955    |
|             | منظمة الشرطة الجنائية الدولية      | ?                    | ?                 |
|             | البنك الدولي للإنشاء والتعمير      | 25 سبتمبر 1990       | 5 يوليو 1961      |

## وصلات خارجية
- موقع وزارة الخارجية البلغارية
- موقع وزارة الخارجية اللاوسية